# Jan Manuel (książę Portugalii)
João Manuel de Aviz (ur. 3 czerwca 1537 w Évorze, zm. 2 stycznia 1554 w Lizbonie) – infant portugalski, od śmierci starszego brata infanta Filipa w 1539 książę Portugalii (ówczesny tytuł następcy tronu w tym kraju).
Urodził się jako piąty syn (ósme spośród dziewięciorga dzieci) króla Portugalii Jana III z jego małżeństwa z królową Katarzyną Habsburżanką.
7 grudnia 1552 w Toro poślubił swoją kuzynkę (podwójną, ze strony matki i ojca) – infantkę hiszpańską Joannę. Jedynym synem tej pary był przyszły król Portugalii Sebastian I, który urodził się 18 dni po śmierci Jana Manuela.